# Radisne, Bilohirsk
Radisne (în ucraineană Радісне) este un sat în comuna Zemleanîcine din raionul Bilohirsk, Republica Autonomă Crimeea, Ucraina.

## Demografie
Componența lingvistică a localității Radisne
     Tătară crimeeană (49,44%)
     Rusă (44,94%)
     Ucraineană (2,25%)
     Greacă (2,25%)
Conform recensământului din 2001, nu exista o limbă vorbită de majoritatea populației, aceasta fiind compusă din vorbitori de tătară crimeeană (49,44%), rusă (44,94%), greacă (2,25%) și ucraineană (2,25%).